# MSC Katrina
Die MSC Katrina ist ein Containerschiff und zählt zu den ULCS-Schiffen unter panamaischer Flagge. Sie gehört zu den Schiffen des MSC-Beryl-Typ. Das Schiff ist knapp 366 Meter lang.

## Technik
Die MSC Katrina gehört zu einer im August 2007 von der der Athener Reederei Niki Shipping in Auftrag gegebenen Baureihe. Die Schiffe wurden von Ende 2009 bis 2012 von der in Changwon, Südkorea ansässigen Werft STX Offshore & Shipbuilding Company abgeliefert. Ursprünglich wurden neun Schiffe des Typs in Auftrag gegeben, gebaut wurden letztlich nur sieben Einheiten. Eingesetzt werden die MSC Katrina und alle weiteren Schiffe der Baureihe von der Mediterranean Shipping Company aus Genf.

## Containerbrand 2015
Im Januar 2015 geriet auf der MSC Katrina in der Nordsee südlich von Helgoland die Holzkohle-Ladung in einem Container in Brand. Das Schiff war auf dem Weg von Antwerpen nach Hamburg, als das Feuer gegen 3.50 Uhr entdeckt wurde. Zwei Teams speziell ausgebildeter Brandbekämpfungseinheiten wurden durch die Deutsche Gesellschaft zur Rettung Schiffbrüchiger (DGzRS) an Bord gebracht. Die Aktion wurde vom Havariekommando in Cuxhaven koordiniert. Nach Ende der Löscharbeiten setzte das Schiff seine Reise fort.